# Anaphe aurea
Anaphe aurea is een vlinder uit de familie tandvlinders (Notodontidae), onderfamilie processievlinders (Thaumetopoeinae). De wetenschappelijke naam van deze soort is voor het eerst geldig gepubliceerd in 1892 door Butler.
De soort komt voor in tropisch Afrika.